# 宮本笑里
宮本笑里（1983年12月7日—）是日本女性小提琴家，血型O型。雙簧管演奏家宮本文昭的次女。

## 經歷
- 1983年12月7日出生於東京都，在出生後兩個禮拜因父親工作關係，移居到德國。小時候都在德國居住。
- 1991年，回到日本唸書，進入小學。7歲就開始練習小提琴。並不是因為父親的原因而選擇小提琴，而是因為「音樂教室的老師看起來很和善」而開始學習。
- 1996年，中學1年級時，再次到德國。
- 1998年，14歲時參加在德國杜塞尔多夫的學生音樂競賽第一名。[3]
- 1999年，再次回到日本，進入東京音樂大學附屬高等學校唸書。之後進入東京音樂大學。
- 2003年，進入桐朋學園大學，以Emilee藝名加入女子古典樂團體Vanilla Mood。
- 2005年1月7日，以學業及古典音樂為由自Vanilla Mood畢業。
- 2005年12月4日，以本名「宮本笑里」參與電視節目《抒情歌大全集》（NHK-BS2）演出。這也是首次與父親宮本文昭同台演出。
- 2012年8月22日，結婚。[4]
- 2014年5月12日，女兒出生。[5][6]

## 作品

### 單曲
|   | 發售日         | 標題         |
| - | -------------- | ------------ |
| 1 | 2008年3月26日  | fantasy      |
| 2 | 2008年11月12日 | 東京 et 巴里 |
| 3 | 2009年7月22日  | いのちの星   |

### 迷你專輯
|   | 發售日        | 標題  |
| - | ------------- | ----- |
| 1 | 2009年3月18日 | break |

### 專輯
|   | 發售日         | 標題        |
| - | -------------- | ----------- |
| 1 | 2007年7月18日  | smile       |
| 2 | 2008年9月3日   | tears       |
| 3 | 2009年10月21日 | dream       |
| 4 | 2010年12月8日  | for         |
| 5 | 2012年3月7日   | renaissance |

### 合作專輯
|   | 發售日        | 標題     |
| - | ------------- | -------- |
| 1 | 2011年8月17日 | 大きな輪 |

### DVD
|   | 發售日        | 標題                             |
| - | ------------- | -------------------------------- |
| 1 | 2011年12月7日 | ライヴ・アット・サントリーホール |

### 其他
|                | 發售日         | 標題      |
| -------------- | -------------- | --------- |
| Saint Vox 名義 | 2009年11月25日 | Saint Vox |

## 演出節目、廣告

### 電視

#### 固定節目
- NEWS ZERO（2010年4月 - ，日本電視臺） - 週一 CULTURE 主播（カルチャーコーナーキャスター，Culture corner caster）
- Culture Journal（2010年10月 - ，日本電視臺） - 主播

#### 其它
- 2008FNS歌謠祭（2008年12月3日，富士電視台）
- （2009年1月18日，東京電視台）
- （2009年1月29日，TBS電視台） - 來賓
- （2009年2月28日）
- （2009年3月27日，日本電視台）
- （BS富士） - 習字、演奏
- （2008年9月13日～，TBS電視台） - 來賓
- （2009年7月22日） - 來賓
- （2009年7月25日，富士電視台） - 來賓
- （2009年7月25日，NHK教育頻道） - 來賓，與父親宮本文昭（日语：宮本文昭）共同出演
- 情熱大陸（2009年11月15日，每日放送）
- （2009年11月16日，富士電視台）「（Telephone Shocking）」來賓
- 2009FNS歌謠祭（2009年12月2日，富士電視台）
- （2009年12月7日，TBS電視台）來賓
- 第60回NHK紅白歌合戰（2009年12月31日，NHK）
- （2010年1月18日，朝日電視台）來賓
- 2010FNS歌謠祭（2010年12月4日，富士電視台）

### 廣播
- smile time（福岡縣本地，CROSS FM）
- MITSUBISHI JISHO Classy Café（2009年4月－，J-WAVE）

### 廣告
- ＜＞（2007年） - 與父親宮本文昭（日语：宮本文昭）共同出演
- 編（2009年3月）
- （2009年10月） - 演奏
- （2010年5月） - 與（大提琴）、（鋼琴）共同演出

### PV
- ゴスペラーズ（The Gospellers）（日语：ゴスペラーズ）「Sky High」（2008年）